# 존 후어터스
존 후어터스(Jon Huertas)는 미국의 배우이다.

## 출연 작품
- 파이널 디씨전
- 투 재키드 (감독)